# Republiek Pskov
De republiek Pskov (Russisch: Псковская Республика, Pskovskaja Respoeblika) was een kleine middeleeuwse staat in het huidige Rusland, Wit-Rusland en het Baltische gebied, die bestond van de tweede helft van de 13e eeuw tot het begin van de 16e eeuw. De hoofdstad Pskov heette aanvankelijk Pletskov of Pletskau. 

## Geschiedenis
Aanvankelijk was Pskov geen republiek maar een vorstendom, geregeerd door verschillende vorsten. Rond 1230 kwam het in handen van de republiek Novgorod als prigorod en in 1347/1348 werd het weer een zelfstandig geregeerde oligarchie.  